# Верхний Аполец
Верхний Аполец — деревня в Андреапольском городском округе Тверской области.

## География
Находится в западной части Тверской области на расстоянии приблизительно 55 км на северо-запад по прямой от города Андреаполь.

## История
Деревня уже была показана на карте Шуберта. В 1872 году здесь (деревня Холмского уезда Псковской губернии) было учтено 13 дворов, в 1939 году — 19 дворов. До 2019 года входила в Аксёновское сельское поселение Андреапольского района до их упразднения.

## Население
Численность населения: 59 человек (1872 год), 5 человек (русские 100 %) в 2002 году, 0 в 2010.